# Otargańce

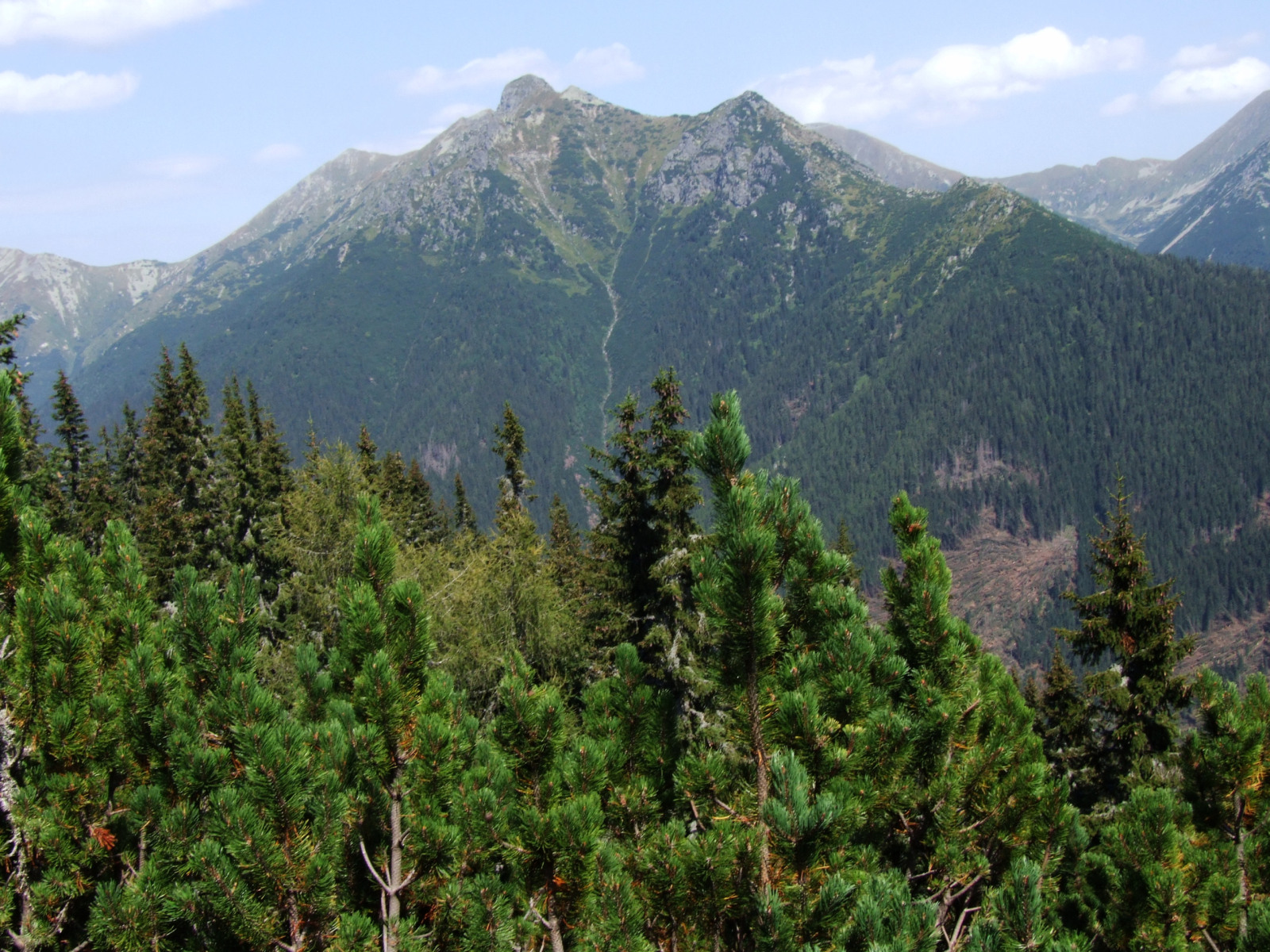
Otargańce z grani Barańców

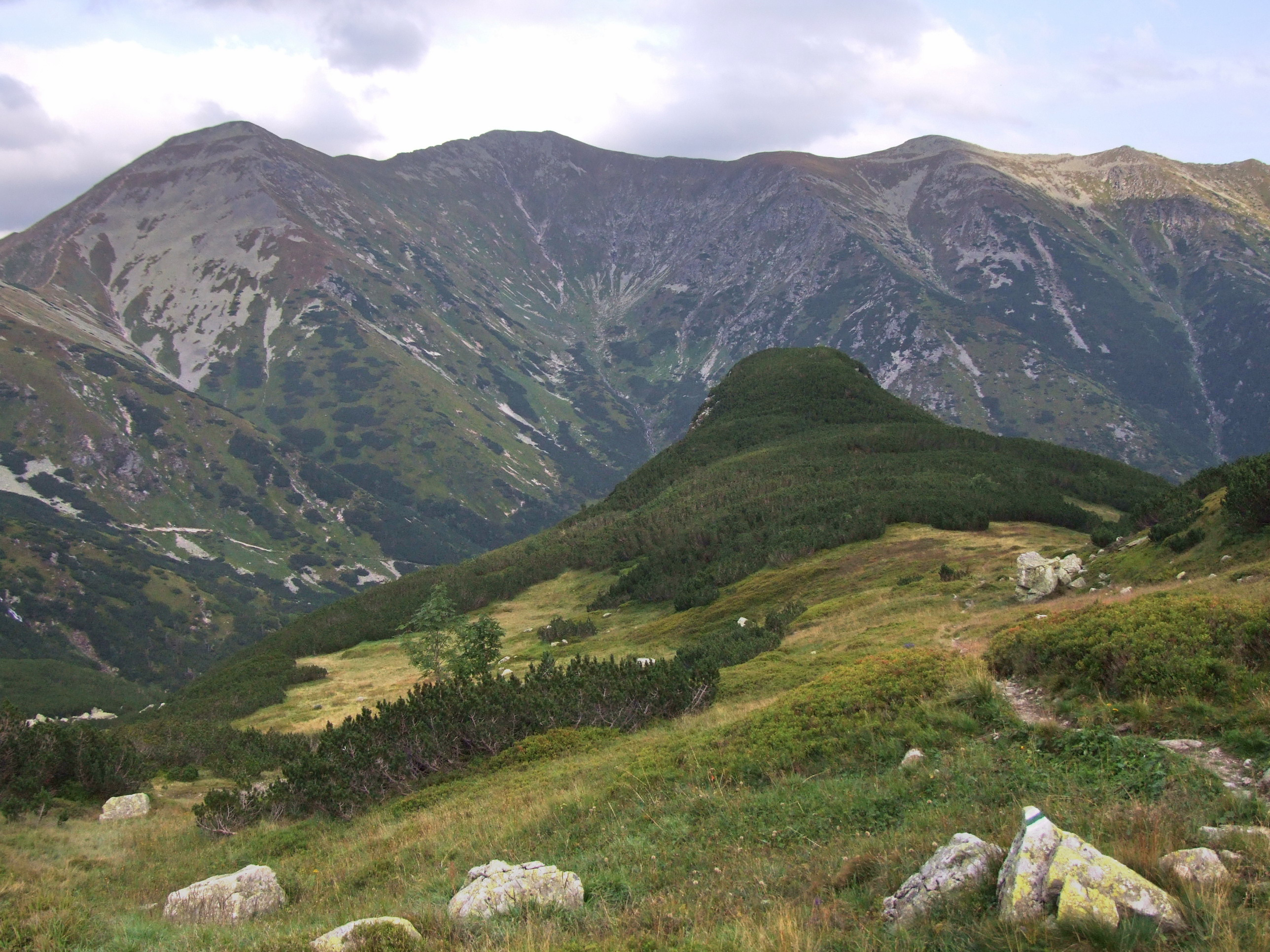
Otargańce. Na dole Czarna Kopa

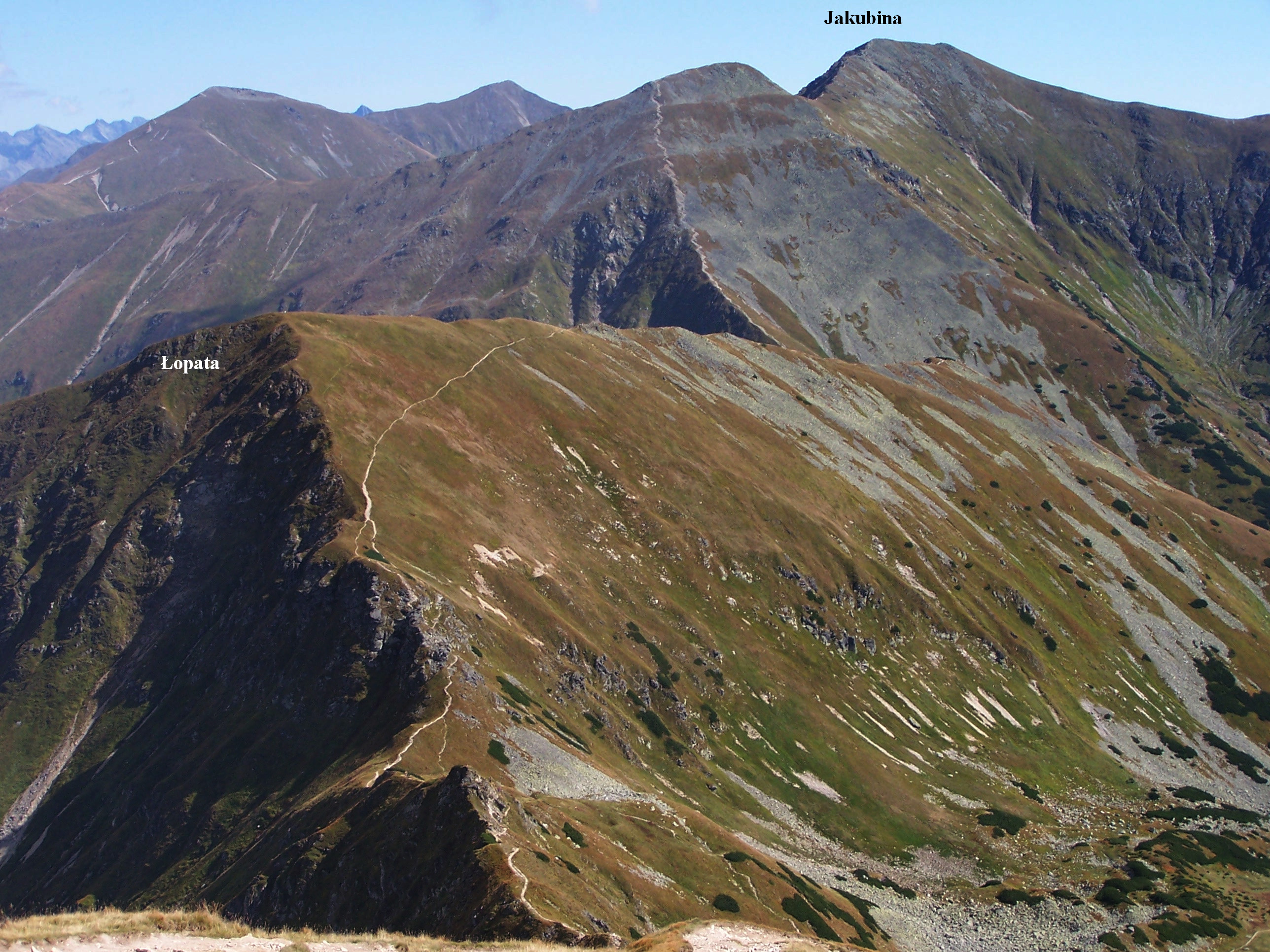
Jarząbczy Wierch i Jakubina na tle innych szczytów

Otargańce (słow.  Otrhance) – potężna boczna grań w słowackich Tatrach Zachodnich, rozdzielająca Dolinę Jamnicką od Doliny Raczkowej. Odbiega ona od znajdującego się w grani głównej Tatr Zachodnich Jarząbczego Wierchu w południowym kierunku. Jest to poszarpana grań, w której wyróżnia się kilka szczytów i przełęczy. W kierunku od grani głównej na południe są to:
- Jarząbczy Wierch (2137 m),
- Raczkowa Czuba (Jakubina, 2194 m),
- Jakubińska Przełęcz (2069 m),
- Wyżnia Magura (2095 m),
- Rysia Przełęcz,
- Pośrednia Magura (2050 m),
- Niżnia Magura (1920 m),
- Ostredok, wierzchołek północny (1714 m),
- Ostredok, wierzchołek południowy (1673 m).

Najwyższym szczytem Otargańców jest Raczkowa Czuba. Otargańce zbudowane są z ciemnych granitoidów o podobnej genezie jak granitoidy budujące Rohacze. Zbocza strome, na znacznej części trawiaste lub kamieniste, pocięte licznymi żlebami. W zimie schodzą z nich duże lawiny. Spływające nimi potoki uchodzą do Jamnickiego lub Raczkowego Potoku. Dolna część zboczy jest stromo podcięta przez ostatni lodowiec, stąd też spływające z nich potoki tworzą tu wodospady. Najbardziej znana jest Jamnicka Siklawa (poniżej Zahradek). Na zachodnich zboczach w górnej granicy lasu liczne limby. Często spotkać tu można kozice, w lasach występują głuszce. U podnóża wschodnich zboczy położone są Raczkowe Stawy.
Szlak turystyczny prowadzący granią Otargańców jest rzadko uczęszczany. W warunkach letnich nie sprawia trudności technicznych, lecz jest wymagający kondycyjnie (suma podejść od parkingu na wysokości 888 m n.p.m. wynosi 1502 m, choć Józef Nyka w swoim przewodniku błędnie podaje 1800 m). Miejscami silnie eksponowany. Niebezpieczne może być zmylenie drogi (np. podczas mgły). Grań Otargańców wznosi się wysoko ponad dnami sąsiednich dolin (800–900 m). Z wysokich szczytów Otargańców jedne z najładniejszych panoram widokowych w Tatrach Zachodnich. Szczególnie efektownie prezentują się stąd Rohacze, Starorobociański Wierch, Bystra i Barańce. W oddali widoczne są wapienne masywy Bobrowca, Kominiarskiego Wierchu.

## Szlaki turystyczne
– niebieski szlak z autokempingu „Raczkowa” dnem Doliny Wąskiej na Niżnią Łąkę, potem zielony biegnący granią Otargańców.
- Czas przejścia z autokempingu na Niżnią Łąkę: 30 min w obie strony
- Czas przejścia z Niżniej Łąki na Jarząbczy Wierch: 4:10 h, ↓ 3:15 h.